# Harvey Lichtenstein
Harvey Lichtenstein (Brooklyn, 9 aprile 1929 – 11 febbraio 2017) è stato un direttore artistico e produttore teatrale statunitense.

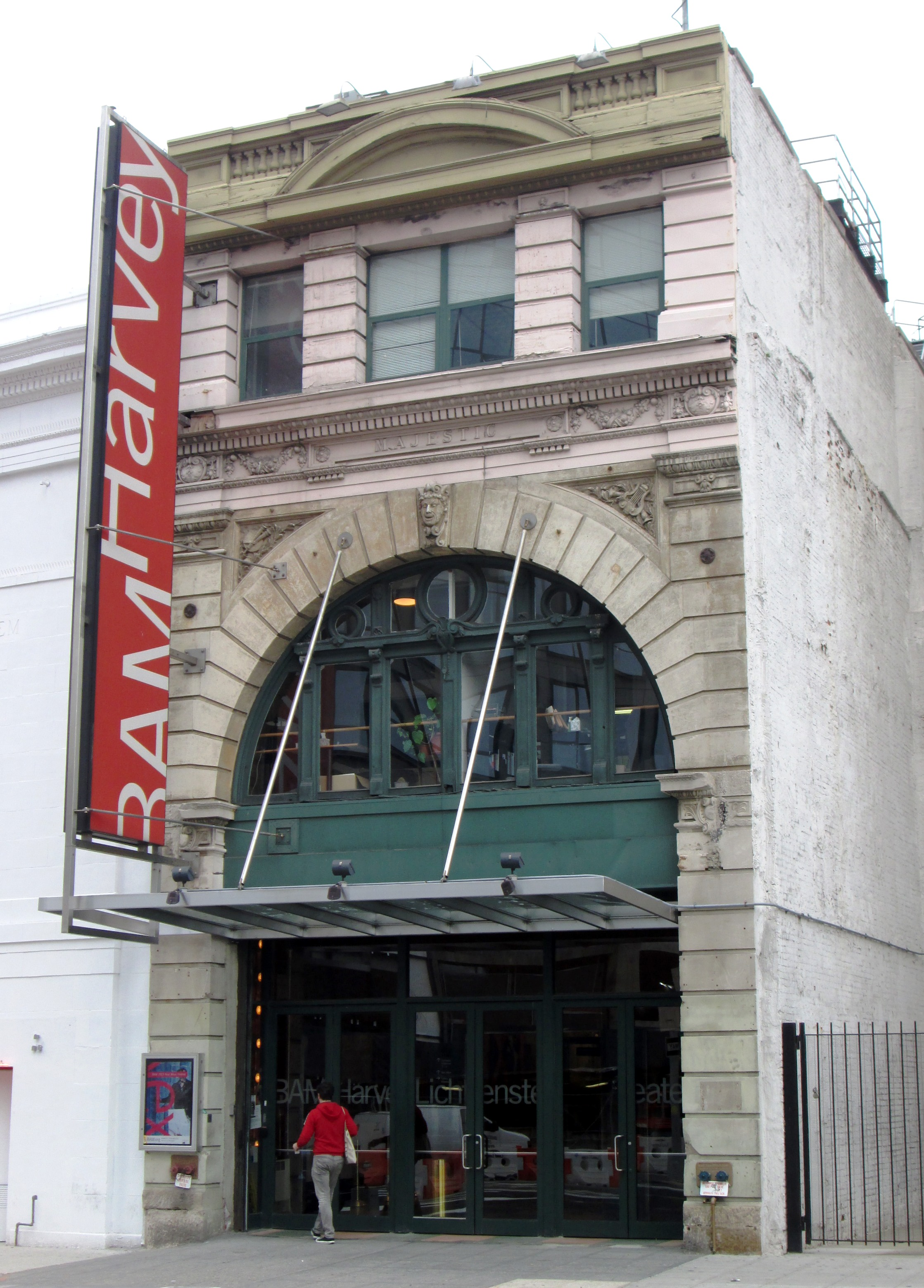
Il BAM Harvey Theatre da est - 2013

È conosciuto soprattutto per il suo mandato di 32 anni (1967-1999) come presidente e produttore esecutivo della Brooklyn Academy of Music, o BAM, come divenne nota sotto la sua direzione. Portò l'istituzione ad una rinascita, difendendo gli spettacoli le contemporanei, istituiendo il Next Wave Festival e offrendo una sede vitale per la danza, il teatro, la musica e le collaborazioni che uniscono le varie discipline. La lunga lista di artisti che si sono esibiti sui palcoscenici della BAM sotto la competenza di Lichtenstein rappresenta il Gotha delle esecuzioni del XX secolo e comprende Laurie Anderson, Pina Bausch, Peter Brook, Merce Cunningham, Philip Glass, Meredith Monk, Jerzy Grotowski, Mark Morris, Steve Reich, Twyla Tharp, e Robert Wilson. Quando Lichtenstein andò in pensione, la Fondazione Doris Duke Charitable prese la decisione di onorare le sue notevoli realizzazioni rinunciando ai propri diritti sul nome e intitolando il Teatro Harvey BAM in suo onore.

## Primi anni
Lichtenstein è nato a Brooklyn da Jennie (nata Waldowsky) e Samuel Lichtenstein, un immigrato polacco che era un modista e il figlio di un rabbino. Educato nella scuola pubblica e nella CUNY (City University of New York), Lichtenstein si laureò alla Brooklyn Technical High School e Brooklyn College. Durante il college, frequentò il suo primo spettacolo di danza moderna, quando un'amica lo introdusse ad un concerto di Martha Graham, spingendolo a studiare danza. Lichtenstein passò il tempo a Bennington, Black Mountain College ed all'American Dance Festival e si esibì in diverse compagnie di New York, danzando con Sophie Maslow e Pearl Lang. Ha anche trascorso un anno nel corpo di ballo della New York City Opera. Quando le pressioni economiche della famiglia lo trascinarono via dal palcoscenico, si affidò ad una raccolta fondi e lavorò sia al New York City Ballet che alla City Opera.

## Presidente e produttore esecutivo della BAM

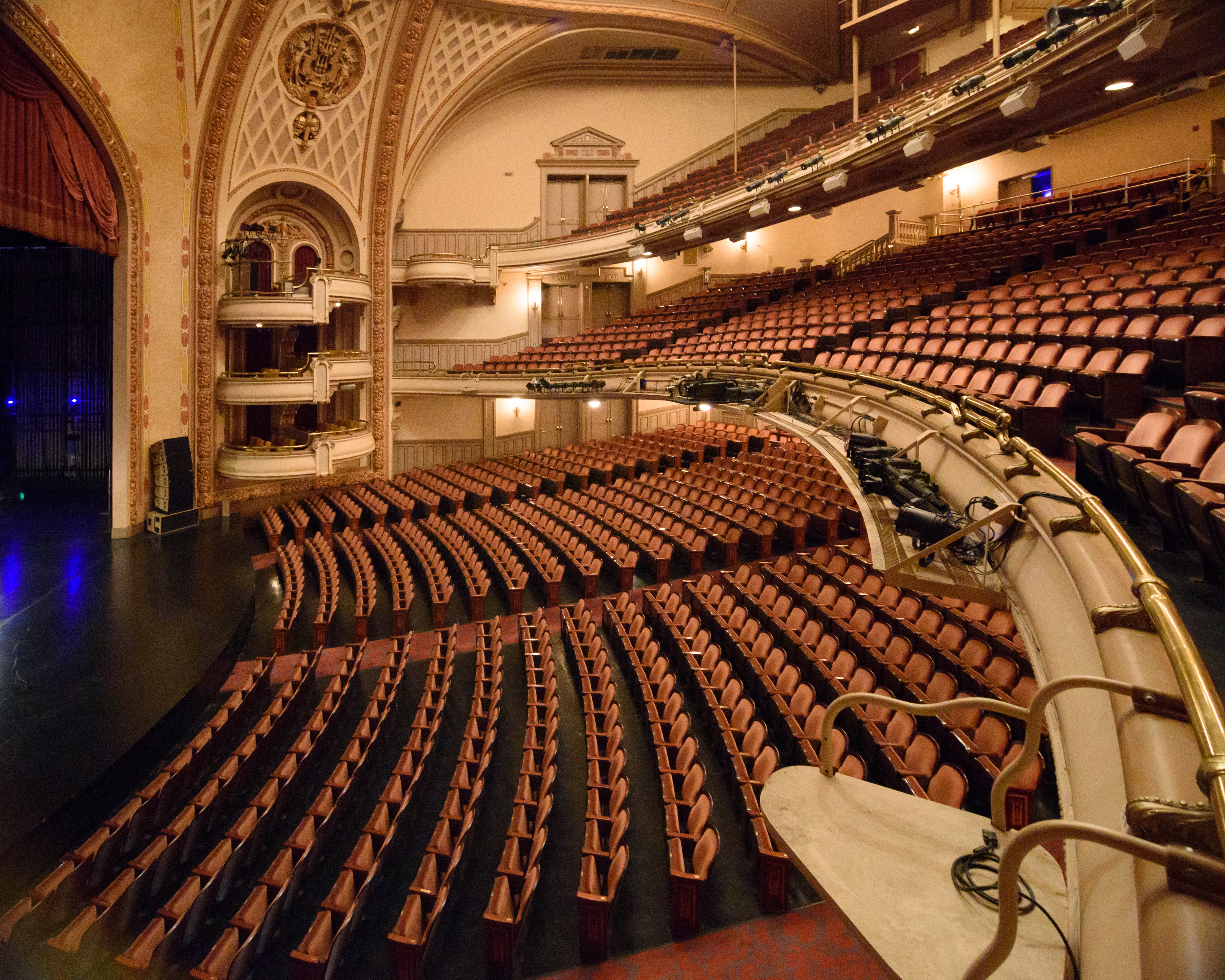
Brooklyn Academy of Music New York October 2016

Nel 1967 a Lichtenstein fu offerta la direzione della Brooklyn Academy of Music. Fondato nel 1861, l'istituto aveva avuto una storia lunga e venerabile, ma era caduto in disgrazia. La zona circostante era diventata economicamente depressa in modo preoccupante e il teatro, allora considerato un cugino lontanissimo dai suoi omologhi scintillanti di Manhattan, veniva prenotato per lo più per lezioni e da musicisti itineranti per lavori di una sola notte, o troppo spesso rimaneva vuoto. Lichtenstein fu sconsigliato di prendere il timone di una istituzione così travagliata, ma pensò: "Nessun altro mi sta offrendo un teatro funzionante e mi piacerebbe fare un tentativo."
La linea di Lichtenstein era quella di rivitalizzare l'istituzione, presto rimarchiata con l'acronimo BAM, portando una programmazione coraggiosa che non si poteva vedere da altre parti. Facendo perno sul suo amore e conoscenza per la danza moderna, riuscì a prenotare Merce Cunningham per una produzione di otto esecuzioni, la prima grande stagione del suo genere. A ciò fece seguito un festival di danza che comprendeva 11 coreografi, aprendo con Martha Graham e tra questi c'erano Paul Taylor, Alvin Ailey, José Limón, Erick Hawkins, e una giovanissima Twyla Tharp. Il New York Times proclamò, "Per la prima volta nella storia la danza moderna avrà una stagione di spettacoli completa."
Durante la direzione di Lichtenstein, fu creato anche DanceAfrica, una celebrazione annuale di una settimana di danza, musica, arte, cinema e cultura che celebra l'Africa e la sua diaspora. Oltre a ciò Lichtenstein sosteneva anche il teatro d'avanguardia. Le prime prenotazioni compresero Julian Beck ed il Living Theatre di Judith Malina (con immagini di nudo che attirarono il Dipartimento di Polizia di Brooklyn) e Jerzy Grotowski con il suo Teatro Laboratorio polacco. Nella fase iniziale stabilì un rapporto con Peter Brook e la Royal Shakespeare Company e cercò di stabilire un teatro di repertorio simile alla BAM, anche se questo esperimento non mise radici.

## Festival Next Wave
L'interesse di Lichtenstein per gli spettacoli contemporanei si mostrò ulteriormente quando iniziò il Next Wave Series nel 1981, che si materializzò su vasta scala nel Next Wave Festival, nel 1983. Gli spettacoli del Next Wave erano spesso non lineari e immaginistici ed erano spesso il risultato di collaborazioni tra artisti in una raccolta a sorpresa di discipline - artisti visuali, coreografi, compositori, musicisti, direttori di teatro, drammaturghi, e cineoperatori. Gli artisti della Next Wave non hanno spesso l'opportunità negli Stati Uniti di lavorare si larga scala in questo modo. Molti divennero indissolubilmente associati con l'Accademia, così come avvenne per i pezzi che presentarono, per esempio The Mahabharata di Peter Brook e Einstein on the Beach di Philip Glass e Robert Wilson. I rapporti che la BAM forgiava con i vari artisti spesso è divennero continuativi; dall'inizio del festival, BAM ha ospitato nove produzioni di Robert Lepage e 12 del Tanztheater Wuppertal di Pina Bausch, che si esibisce a New York esclusivamente alla BAM. Nel 1997 il New York Times scrisse, "il Next Wave Festival della Brooklyn Academy of Music è diventato la vetrina più importante per gli spettacoli sperimentali contemporanei negli Stati Uniti."
La programmazione del Next Wave offerto in autunno, era ancorata ad una stagione altrettanto forte di quella primaverile, con prenotazioni di artisti di New York, ed importanti aziende internazionali che riflettevano le relazioni globali di BAM. Spettacoli caratteristici comprendono un'opera come French Baroque di William Christie con la compagnia Les Arts Florissants, così come il teatro dalle compagnie britanniche di spicco come la Royal Shakespeare Company, Young Vic, Donmar Warehouse, Propeller, e Cheek by Jowl, che presentano nuovi punti di vista dei classici.

## Lavori in collaborazione col centro di Brooklyn

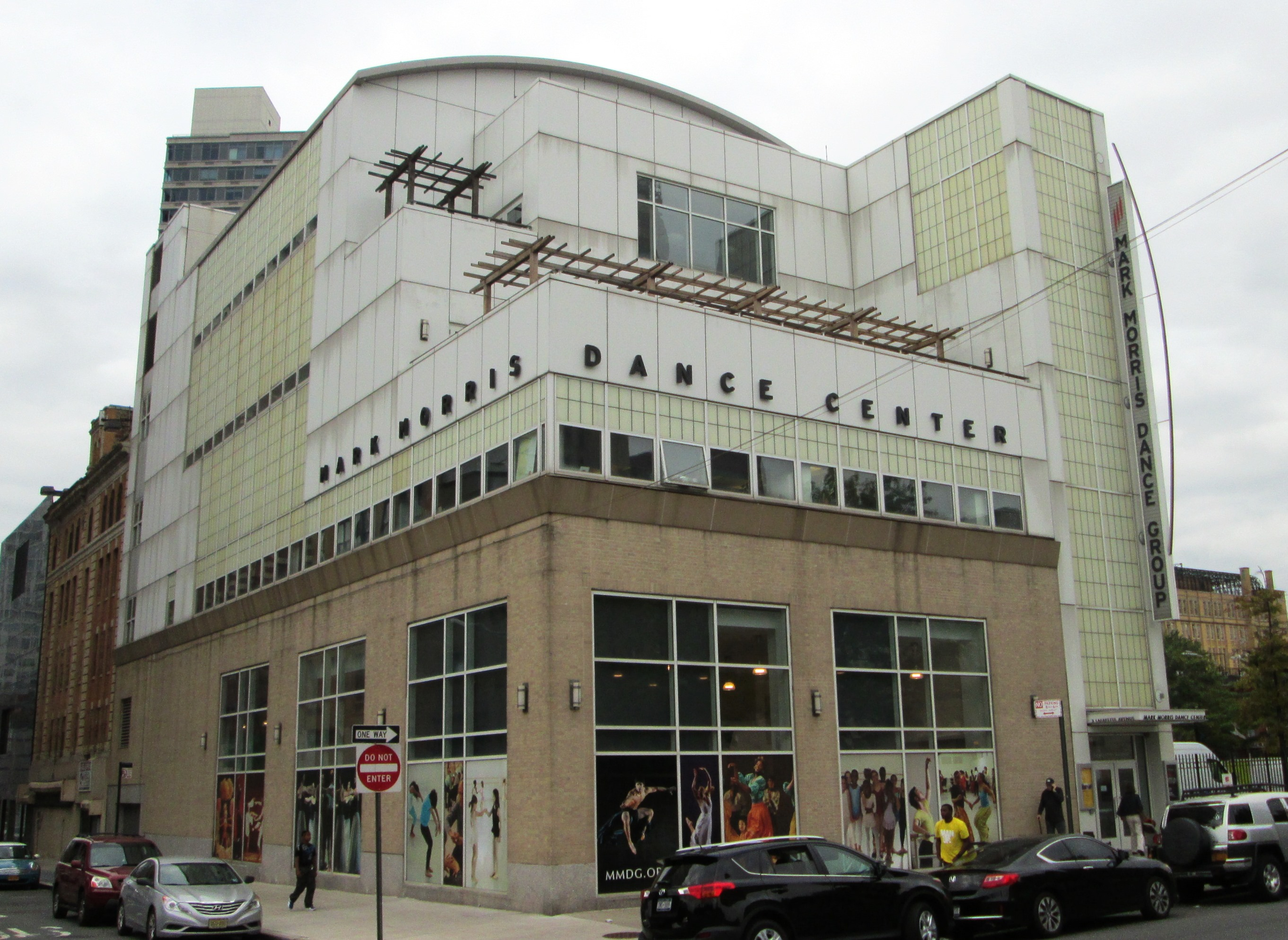
Mark Morris Dance Center da sud

L'eredità di Lichtenstein comprende contributi significativi alla rivitalizzazione non solo di BAM, ma del suo quartiere a Brooklyn. Sotto la sua guida la BAM ha acquisito un altro locale, un teatro abbandonato inizialmente ribattezzato Il BAM Majestic, e più tardi, al momento del pensionamento di Lichtenstein nel 1999, BAM Harvey Theater. Il sogno di Lichtenstein era quello di attrarre altre istituzioni artistiche della zona per creare un distretto culturale con la BAM come suo centro. Quando andò in pensione come presidente e produttore esecutivo, si è immerso nella BAM Local Development Corporation, ora parte del Downtown Brooklyn Partnership", la cui missione era quella di creare un distretto artistico multiculturale vivace, ad uso misto nel centro di Brooklyn." Con la costruzione , in particolare, del Mark Morris Dance center, teatro per New Audience’s Polonsky Shakespeare Center e il BAM Fisher Building, quel sogno è stato realizzato e Fort Greene è ora riconosciuto come una vibrante, stabile destinazione per l'arte.